# Halycaea filicornis
Halycaea filicornis är en stekelart som först beskrevs av Cameron 1905.  Halycaea filicornis ingår i släktet Halycaea och familjen bracksteklar. Inga underarter finns listade i Catalogue of Life.